# ای‌جی‌اچ-۱۰۷
ای‌جی‌اچ-۱۰۷ (انگلیسی: AGH-107) یک آگونیست گیرنده ۷ سروتونین انتخابی، قوی و محلول در آب است. این ماده نمونهٔ کمیابی از یک آگونیست آمینرژیک کم‌قلیا است و اختصاصیت زیادی برای اهداف درونِ دستگاه عصبی مرکزی دارد.